# Steffan de Turck
Steffan de Turck (Goirle, 1974), bekend onder het pseudoniem Staplerfahrer, is een geluidskunstenaar. Zijn werk wordt vooral gekenmerkt door het gebruik van digitale samples en analoge ruis waarbij alledaagse gebruiksvoorwerpen door middel van elektrotechnische modificatie vervormde geluiden voortbrengen.
In september 2007 was hij curator van het akoestische noise-project op het Incubate Festival in Tilburg. Daarnaast speelde hij op het Interpenetration Festival in Graz en het NUmusic Festival in Stavanger, Noorwegen.
Hij is lid van het undergroundlabel en kunstenaarscollectief Vatican Analog uit Tilburg.

## Discografie
- Scsi Vs Ata (TIBprod) (2004)
- Crusades  (Krakilsk) (2006)
- Different Angle Of View (TIBprod) (2007)
- Converter (Vatican Analog) (2007)
- I'll Never Be A Rock'N'Roll Saint (Vatican Analog) (2007)
- Treetops LP (Heilskabaal Records) (2007)